# Proconsúlids
Els proconsúlids (Proconsulidae) foren una família de primats ja extinta. Només inclou tres subfamílies: els proconsulins, els afropitecins i els nianzapitecins.